# あたらしい憲法のはなし

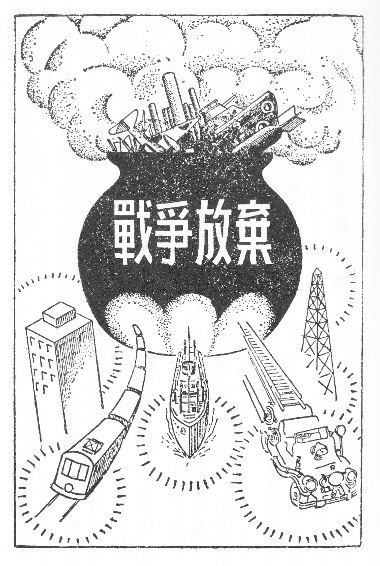
『あたらしい憲法のはなし』での戦争放棄の原則を表した挿し絵。

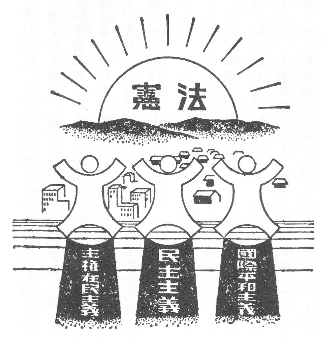
日本国憲法の三原則を表した挿し絵。

あたらしい憲法のはなし（あたらしいけんぽうのはなし）は、太平洋戦争（大東亜戦争）終結後に数年間使用された、中学校1年生用社会科の教科書。

## 概要
1947年8月2日に当時の文部省は、同年5月3日に施行された日本国憲法の解説のために新制中学校1年生用社会科の教科書として発行した。「憲法」「民主主義とは」「國際平和主義」「主権在民主義」「天皇陛下」「戰爭の放棄」「基本的人権」「國会」「政党」「内閣」「司法」「財政」「地方自治」「改正」「最高法規」の十五章からなり、日本国憲法の精神や中身を易しく解説している。
新憲法によって主権者から象徴と位置付けが変わった天皇については「日本国民全体の中心」とし、「私たちは、天皇陛下を私たちのまん中にしっかりとお置きして、国を治めてゆくについてごくろうのないようにしなければなりません」と述べている。
また、新憲法に掲られた平和主義、戦争(戦力)放棄条項について解説する前に、読者である中学生に向けて次のように呼びかけた。
1950年に副読本に格下げされ、1951年から使用されなくなった。ジョン・ダワーによれば、これは軍備廃止を賛美する『あたらしい憲法のはなし』の論調が、朝鮮戦争を期に警察予備隊（現：自衛隊）の創設によって日本の事実上の再軍備が行われた現実とGHQ当局の新方針（逆コース）とそぐわなかったからである。
「戰爭の放棄」における「戦争放棄と書いた大きな釜の中で軍艦や軍用機を燃やし、その中から電車や船や消防自動車が走り出し、その脇で鉄塔や高層建築物が光り輝いて出てくる挿絵」は有名である。1952年4月以降も、小中学校で使用される社会科の教科書や副読本で、この挿絵が日本国憲法誕生時に関して使用されることがある。

### 著作権
著作権は旧文部省に属するが、保護期限は過ぎてパブリックドメインとなっており、各社から（果ては個人からも自費出版の形で）復刻版が出版されている。
1993年、外山雄三により文章に曲が付けられ、合唱曲として発表されている。
2016年には、本書の体裁と文体を取り入れて、自由民主党による憲法改正草案を解説した書籍『あたらしい憲法草案のはなし』が出版された。

## 出版
- 『あたらしい憲法のはなし』、日本教職員組合、1954年3月10日発行、非売品[4]
- 『あたらしい憲法のはなし』、日本平和委員会、1972年11月3日初版発行,（B6判）
- 『あたらしい憲法のはなし』、日本図書センター、1981年6月
- 『あたらしい憲法のはなし The New Constitution of Japan』（英訳・編訳：アンドリュウ・ヒューズ、山本証）、三友社出版、1983年7月
  - 2002年5月、ISBN 9784883224234
- 『復刻 あたらしい憲法のはなし』（編：田浪政博）、永絵夢社出版局、1987年4月、ISBN 9784787787088　
  - 2013年、ISBN 9784787713193,（四六判）
- 『あたらしい憲法のはなし』、クオリ、1992年2月
- 『あたらしい憲法のはなし』、東京出版、1995年7月、ISBN 9784924644472
- 『新 あたらしい憲法のはなし』（編：森英樹、倉持孝司）、日本評論社、1997年5月、ISBN 4535510938
- 『復刊 あたらしい憲法のはなし』（編：童話屋編集部）、童話屋、2001年2月、ISBN 4887470150,（文庫）
- 『あたらしい憲法のはなし・民主主義 文部省著作教科書』（編集：「あたらしい憲法のはなし民主主義」企画編集委員会、前文：小森陽一）、展望社、2004年8月、ISBN 4885461138
- 『あたらしい憲法のはなし 他二篇』（編：高見勝利）、岩波現代文庫、2013年9月18日、ISBN 9784006032647,（A6判）
- 『大阪弁訳あたらしい憲法のはなし　民主主義の憲法やで！』（訳：紀藤正樹）、データハウス、2017年2月、ISBN 9784781702254

## その他
1947年6月15日に朝日新聞社から刊行された、宮澤俊義著の同名の書籍が存在する。2016年6月18日に三陸書房から復刊された。